# Anders Stahlschmidt
Anders Stahlschmidt (født 4. maj 1965) er en dansk journalist og tidligere studievært.
Stahlschmidt blev student fra Næstved Gymnasium i 1984 og journalist fra Danmarks Journalisthøjskole i 1989. 
Han begyndte sin karriere som nyhedsjournalist ved TV/Midt-Vest i 1989, men rykkede i 1990 til TV 2/Lorry, hvor han frem til 1995 var journalist, studievært og redaktionschef. Fra 1996 til 2004 var han ansat ved Nordisk Film TV, først som redaktionschef og studievært på programmer som Hvad laver du? (DR1), Stifinder (TV 2), Missionen (TV3) og Mandags Chancen (TV 2), og fra 1999 som underholdningschef med ansvar for programudvikling og indkøb af programformater. I 2004 etablerede han en kommunikationsvirksomhed, Lumholt & Stahlscmidt Kommunikation, sammen med hustruen Karen Lumholt. Fra 2005-2006 var han vært og tilrettelægger på DR2's temalørdage og -onsdage, men siden 2006 har han været selvstændig på fuld tid. Han har desuden forfattet flere bøger om kommunikationsteknikker.